# Сортування підрахунком
Сортування підрахунком (англ. Counting sort) — алгоритм впорядкування, що застосовується при малій кількості різних елементів (ключів) у масиві даних. Час його роботи лінійно залежить як від загальної кількості елементів у масиві так і від кількості різних елементів.

## Ідея алгоритму
Ідея алгоритму полягає в наступному: спочатку підрахувати скільки разів кожен елемент (ключ) зустрічається в вихідному масиві. Спираючись на ці дані можна одразу вирахувати на якому місці має стояти кожен елемент, а потім за один прохід поставити всі елементи на свої місця.

## Псевдокод алгоритму
Для простоти будемо вважати, що всі елементи (ключі) є натуральними числами що лежать в діапазоні {\displaystyle 1..K.} Процедура {\displaystyle \;Counting\_Sort(A)} виконує сортування масиву {\displaystyle \;A}:
```

  

    

      

        

        
C

        
o

        
u

        
n

        
t

        
i

        
n

        
g

        
_

        
S

        
o

        
r

        
t

        
(

        
A

        
)

      

    

    
{\displaystyle \;Counting\_Sort(A)}

  

1  

  

    

      

        

        
C

      

    

    
{\displaystyle \;C}

  

 — масив з K елементів, заповнений нулями
2  
for
 

  

    

      

        
i

        
←

        

        
1

      

    

    
{\displaystyle i\gets \;1}

  

 
to
 

  

    

      

        
l

        
e

        
n

        
g

        
t

        
h

        
[

        
A

        
]

        

      

    

    
{\displaystyle length[A]\;}

  

3      
do
 

  

    

      

        
C

        
[

        
A

        
[

        
i

        
]

        
]

        
←

        

        
C

        
[

        
A

        
[

        
i

        
]

        
]

        
+

        
1

      

    

    
{\displaystyle C[A[i]]\gets \;C[A[i]]+1}

  

4  // Зараз 

  

    

      

        
C

        
[

        
i

        
]

      

    

    
{\displaystyle C[i]}

  

 містить кількість елементів, що дорівнюють 

  

    

      

        
i

      

    

    
{\displaystyle i}

  

5  
for
 

  

    

      

        
i

        
←

        

        
2

      

    

    
{\displaystyle i\gets \;2}

  

 
to
 

  

    

      

        
K

        

      

    

    
{\displaystyle K\;}

  

6      
do
 

  

    

      

        
C

        
[

        
i

        
]

        
←

        

        
C

        
[

        
i

        
]

        
+

        
C

        
[

        
i

        
−

        
1

        
]

      

    

    
{\displaystyle C[i]\gets \;C[i]+C[i-1]}

  

7  // Зараз 

  

    

      

        
C

        
[

        
i

        
]

      

    

    
{\displaystyle C[i]}

  

 містить кількість елементів менших або рівних 

  

    

      

        
i

      

    

    
{\displaystyle i}

  

8  
for
 

  

    

      

        
i

        
←

        

        
l

        
e

        
n

        
g

        
t

        
h

        
[

        
A

        
]

      

    

    
{\displaystyle i\gets \;length[A]}

  

 
downto
 

  

    

      

        
1

        

      

    

    
{\displaystyle 1\;}

  

9      
do
 

  

    

      

        
B

        
[

        
C

        
[

        
A

        
[

        
i

        
]

        
]

        
]

        
←

        

        
A

        
[

        
i

        
]

      

    

    
{\displaystyle B[C[A[i]]]\gets \;A[i]}

  

10         

  

    

      

        
C

        
[

        
A

        
[

        
i

        
]

        
]

        
←

        

        
C

        
[

        
A

        
[

        
i

        
]

        
]

        
−

        
1

      

    

    
{\displaystyle C[A[i]]\gets \;C[A[i]]-1}

  

11 

  

    

      

        
A

        
←

        

        
B

      

    

    
{\displaystyle A\gets \;B}

  

```

## Аналіз алгоритму
В алгоритмі присутні тільки прості цикли: в рядках 2, 6, 9 — цикл довжини N (довжина масиву), в рядку 4 — цикл довжини K (величина діапазону). Отже, складність роботи алгоритму є {\displaystyle \;O(N+K)}.
В алгоритмі використовуються два додаткових масиви: {\displaystyle \;C} і {\displaystyle \;B}. Тому алгоритм потребує {\displaystyle \;O(N+K)} додаткової пам'яті.
В такій реалізації алгоритм є стабільним. Саме ця його властивість дозволяє використовувати його як частину інших алгоритмів сортування (напр. сортування за розрядами).
Використання даного алгоритму є доцільним тільки у випадку малих K (порядку N).

## Приклад реалізації на С++
```
#include
 
<vector>

#include
 
<algorithm>

using
 
namespace
 
std
;

void
 
counting_sort
(
vector
<
int
>&
 
elems
,
 
int
 
min
,
 
int
 
max
)

{

    
if
 
(
elems
.
empty
()
 
||
 
min
 
>
 
max
)

    
{

        
return
;

    
}

    

    
vector
<
unsigned
>
 
counts
(
max
 
-
 
min
 
+
 
1
);

    

    
for
 
(
int
 
elem
:
 
elems
)

    
{

        
++
counts
[
elem
 
-
 
min
];

    
}

    

    
auto
 
elemsIt
 
=
 
elems
.
begin
();
 
//current position to write result

    
for
 
(
int
 
i
 
=
 
min
;
 
i
 
<=
 
max
;
 
++
i
)

    
{

        
// write counts[i - min] copies of i into elems

        
fill_n
(
elemsIt
,
 
counts
[
i
 
-
 
min
],
 
i
);

        
elemsIt
 
+=
 
counts
[
i
 
-
 
min
];

    
}

}

```